# Four Lakes (Washington)
Four Lakes é uma comunidade não incorporada e local designado pelo censo no condado de Spokane, Washington, Estados Unidos, a sudoeste da cidade de Spokane e ao norte de Cheney. A partir do censo de 2010, sua população era de 512.
Tanto a Interstate 90 quanto a SR 904 passam por Four Lakes e a junção das duas está localizada perto do centro da cidade. Four Lakes foi fundada em 1879 por G.H. Morgan. A comunidade recebeu esse nome por causa da existência de quatro lagos perto do local original da cidade. Especula-se que o quarto lago é agora um pântano ao sul de Meadow Lake, que foi drenado pela vala, atravessada por basalto, através do qual Minnie Creek flui, sob a SR 904, ao sul do terreno do rodeio.